# Марк Емилий Барбула
Марк Емилий Барбула (на латински: Marcus Aemilius Barbula) e политик на Римската република през 3 век пр.н.е. и син на Луций Емилий Барбула (консул 281 пр.н.е.).
През 230 пр.н.е. Барбула е избран за консул заедно с Марк Юний Пера и се бие против лигурите.